# La Celle-Saint-Cyr
La Celle-Saint-Cyr este o comună în departamentul Yonne, Franța. În 2009 avea o populație de 796 de locuitori.

## Evoluția populației
| An        | 1975 | 1982 | 1990 | 1999 | 2006 | 2009 |
| --------- | ---- | ---- | ---- | ---- | ---- | ---- |
| Populație | 592  | 623  | 682  | 793  | 789  | 796  |